# Vitkindad fnittertrast
Vitkindad fnittertrast (Pterorhinus vassali) är en fågel i familjen fnittertrastar inom ordningen tättingar.

## Utseende
Vitkindad fnittertrast är en medelstor (26,5–28,5 cm) fnittertrast i brunt, grått svart och vitt. Hjässan är skiffergrå och resten av ovansidan rostbrun. Stjärten är olivtonad gråaktig längst in, svartbrun längst ut med vit spets. På huvudet syns en svart ögonmask ner till övre delen av strupen medan den är vit på halssidan och nedre delen av örontäckarna. På undersidan är den gråaktig på nedre delen av strupen och bröstet medan resten är ljust beigebrun. Arten liknar svartstrupig fnittertrast, men saknar vitt ovan ansiktsmasken, svart på bröstet samt har ljusare undersida och annorlunda tecknad stjärt.

## Utbredning och systematik
Vitkindad fnittertrast förekommer i bergsskogar i Vietnam och södra Laos. Den behandlas som monotypisk, det vill säga att den inte delas in i några underarter.

### Släktestillhörighet
Vitkindad fnittertrast placeras traditionellt i det stora fnittertrastsläktet Garrulax, men den taxonomiska auktoriteten Clements et al lyfte ut den och ett antal andra arter till släktet Ianthocincla efter DNA-studier. Senare studier visar att Garrulax består av flera, äldre utvecklingslinjer, även inom Ianthocincla. Författarna till studien rekommenderar därför att släktet delas upp ytterligare, på så sätt att vitkindad fnittertrast med släktingar lyfts ut till det egna släktet Pterorhinus. Idag följer tongivande International Ornithological Congress och även Clements et al dessa rekommendationer.

## Levnadssätt
Vitkindad fnittertrast är stannfågel i fuktskogar mellan 650 och 2000 meters höjd, men kan också ses i ungskog och ibland även i gräs- och buskmarker. Den ses vanligen i stora grupper om upp till 50 individer, ofta i artblandade flockar med andra fnittertrastar. Den födosöker på eller nära marken. Födan är dock okänd. Arten häckar mars–juni i Vietnam och bygger ett skålformat bo.

## Status
Arten har ett stort utbredningsområde och internationella naturvårdsunionen IUCN kategoriserar arten som livskraftig. Beståndsutvecklingen är dock oklar.

## Namn
Fågelns vetenskapliga artnamn hedrar J. J. Vassal, fransk läkare och forskare verksam vid Pasteur Institute i Indokina 1907–1910 och i Kina 1910.